# Bisdom Sault Sainte Marie
Het bisdom Sault Sainte Marie (Latijn: Dioecesis Sanctae Mariae Ormensis) is een rooms-katholiek bisdom met als zetel Sault Ste. Marie, in Canada. Het bisdom is suffragaan aan het aartsbisdom Kingston. 

## Geschiedenis
Het bisdom werd opgericht op 16 september 1904, uit delen van het bisdom Peterborough. 

## Parochies
Het bisdom had in 2020 een oppervlakte van 265.000 km2 en telde 402.959 inwoners waarvan 32,3% rooms-katholiek was.

## Bisschoppen
- David Joseph Scollard (20 september 1904 - 7 september 1934)
- Ralph Hubert Dignan (22 december 1934 - 22 november 1958)
- Alexander Carter (22 november 1958 - 3 mei 1985; coadjutor sinds 10 december 1956)
  - Joseph Adolphe Proulx (hulpbisschop: 2 januari 1965 - 28 april 1967)
  - Roger-Alfred Despatie (hulpbisschop: 20 mei 1968 - 8 februari 1973)
  - Gérard Dionne (hulpbisschop: 29 januari  1975 - 23 november 1983)
  - Bernard Francis Pappin (hulpbisschop: 29 januari 1975 - 27 augustus 1998)
- Marcel André Joseph Gervais (3 mei 1985 - 13 mei 1989)
- Jean-Louis Plouffe (2 december 1989 - 12 november 2015; hulpbisschop sinds 12 december 1986)
  - Paul-André Durocher (hulpbisschop: 20 januari 1997 - 27 april 2002)
  - Robert Harris (hulpbisschop: 26 oktober 2002 - 8 mei 2007)
  - Brian Joseph Dunn (hulpbisschop: 16 juli 2008 - 21 november 2009)
  - Noël Simard (hulpbisschop: 16 juli 2008 - 30 december 2011)
- Marcel Damphousse (12 november 2015 - 6 mei 2020)
- Thomas Dowd (22 oktober 2020 - heden)

## Galerij van afbeeldingen

Wapen van het bisdom Sault Sainte Marie
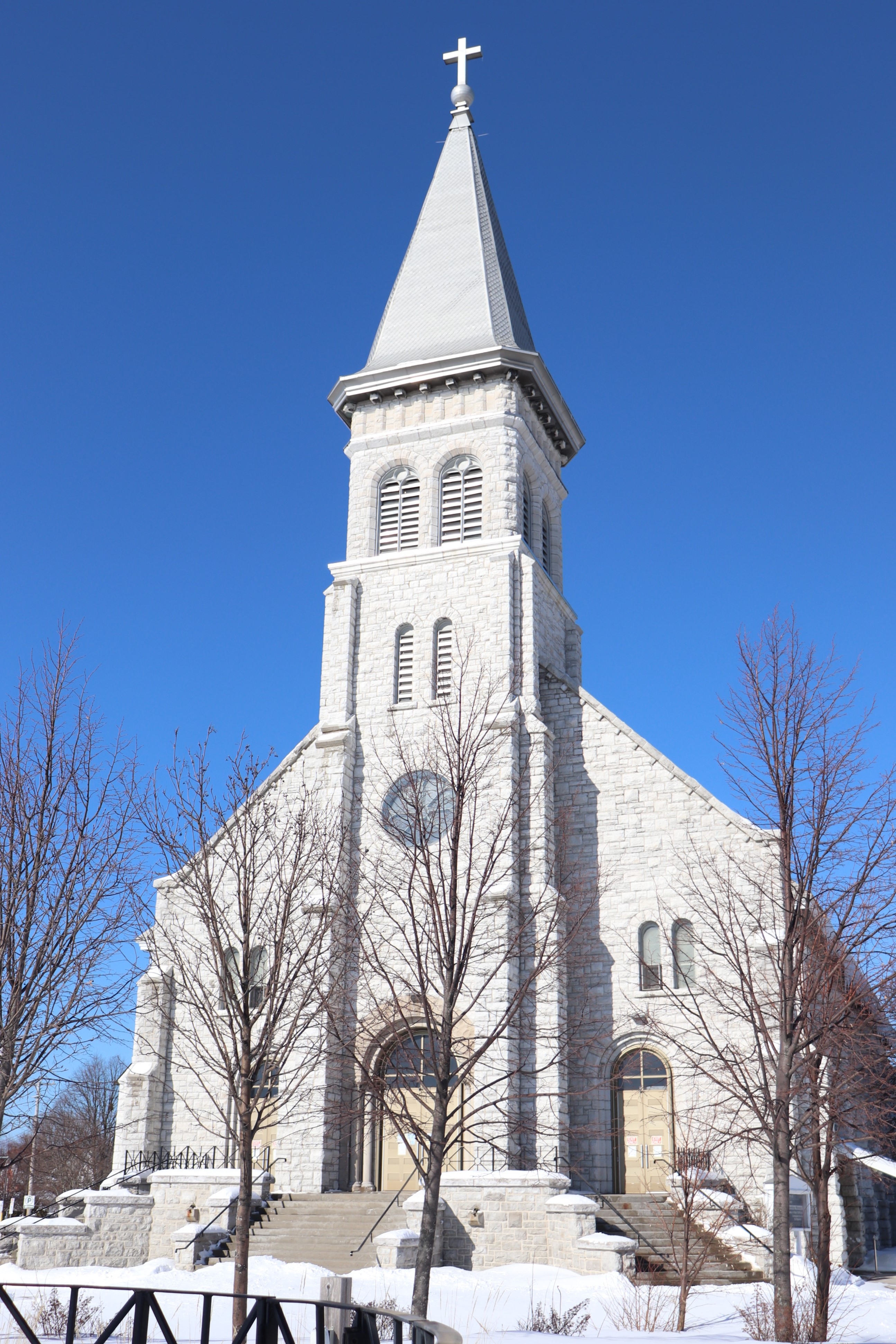
Prokathedraal van North Bay in 2021

Kingston (aartsbisdom) · Peterborough · Sault Sainte Marie